# Gertrude Berg
Gertrude Berg (3 de outubro de 1899 — 14 de setembro de 1966) foi uma atriz, roteirista e produtora estadunidense. Pioneira do rádio, ela foi uma das primeiras mulheres a criar, escrever, produzir e estrelar uma série de sucesso, a comédia The Rise of the Goldbergs, mais tarde conhecido como The Goldbergs.